# Лихачёв, Пётр Гаврилович
Пётр Гаврилович Лихачёв (1758—1813) — генерал-майор Русской императорской армии, герой Бородинского сражения.

## Биография
Пётр Гаврилович Лихачёв родился в 1758 году в деревне Тягуще, Псковской губернии.
14-летним юношей он поступил в артиллерию фурьером 2-го фузелёрного полка, но в 1779 г., с производством в штык-юнкера, перевёлся в 1-й фузелёрный полк и в 1783 г. участвовал в подавлении беспорядков, возникших между крымскими татарами.
В 1787 г. Лихачёв поступил ротным офицером в артиллерийский и инженерный кадетский корпус, но так как эти занятия не соответствовали его склонностям, то он в следующем году перешёл в гребной флот, предводительствуемый вице-адмиралом принцем Нассау-Зигеном; находясь на одной из плавучих батарей, Лихачёв участвовал в победе, одержанной в 1789 г. русскими при Роченсальме; за это дело он был награждён императрицей Екатериной II чином капитана.
Через неделю после Роченсальмского сражения Лихачёв находился в отряде генерал-майора Балле при взятии неприятельских батарей на берегах Кломени у Кутла и, по свидетельству принца Нассау-Зигена, оказал здесь «особливое усердие и храбрость». В походе 1790 г. Лихачёв снова сражался со шведами на гребном флоте в Выборгском заливе и 25-го июля участвовал в занятии островов Киргисари. По заключении мира со Швецией Лихачёв вернулся в Россию.
В 1791 г., для восстановления расстроенного здоровья, вышел в отставку с чином майора. Спустя год, он вернулся на службу и поступил в С.-Петербургский гренадерский полк. Прослужив в полку несколько месяцев, Лихачёв в 1793 г. перевёлся в Кубанский егерский корпус, а по расформировании его в 1797 г. — в 17-й Егерский полк. В том же году он был произведён в полковники. 29 января 1800 года был произведён в генерал-майоры, с назначением шефом этого полка.
С 1797 г. до войны 1812 Лихачёв был комендантом Константиногорской крепости (ныне г. Пятигорск, р-н Новопятигорска), под его руководством строился Кисловодский редут и Ессентукский редут. За всё время существования крепости не было такого случая, чтобы её кто-то атаковал или осаждал. Но солдаты гарнизона крепости участвовали в военных действиях.
Сражался с горцами на Кавказе. В феврале 1805 г., находясь в отряде генерала Глазенапа, Лихачёв вызвался первый идти в Дербент. Взяв с собой 600 казаков, он явился перед крепостью и приказал старшинам города выйти навстречу русским. Обрадованные жители с восторгом приветствовали Лихачёва и поднесли ему городские ключи. Таким образом совершилось присоединение Дербента, с тех пор уже не выходившего из-под власти России.

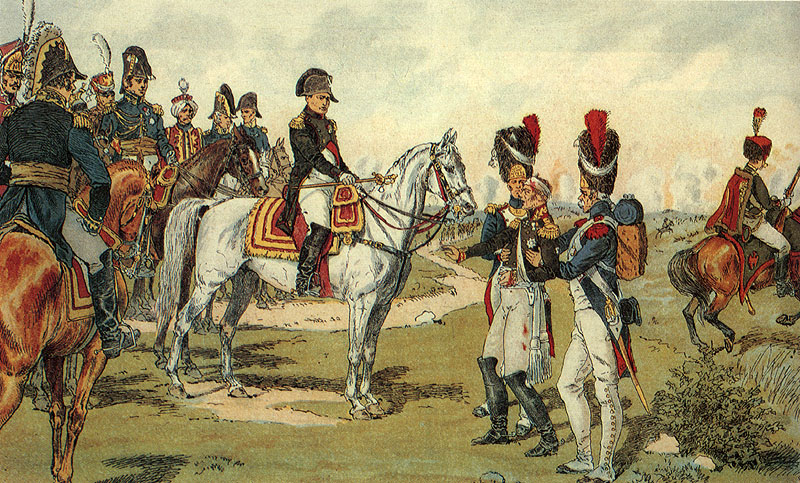
Отказ пленного русского генерала П. Г. Лихачёва принять шпагу из рук Наполеона. Хромолитография А. Сафонова. Начало XX века.

Затем он участвовал во взятии Баку и Кубы. За эти дела он был награждён Монаршим Благоволением, бриллиантовым перстнем и вензелем императора Александра I. В декабре Лихачёв возвратился на Кавказскую линию, но отдых его был непродолжителен: бунт, вспыхнувший среди Засунженских чеченцев, снова принудил его взяться за оружие. В феврале 1807 г., под командованием генерала от инфантерии Булгакова, была снаряжена экспедиция, двинувшаяся по направлению крепости Хан-Кале, твердыни, считавшейся до сих пор совершенно неприступной, но и она была взята в результате упорного 10-часового штурма. Главным виновником блистательного успеха при Хан-Кале был Лихачёв, «образец мужества и неустрашимости», по выражению генерала Булгакова. Последним подвигом Лихачёва на Кавказе было усмирение Карабулахцев. После этого Лихачёв по совершенно расстроенному здоровью вторично вышел в отставку и удалился в свою Порховскую родовую деревеньку Тягуще. 
Но в апреле 1809 г. был назначен шефом Томского мушкетерского полка, с которым осенью того же года совершил кратковременный поход в Галицию. В 1811 г. Лихачёву было вверено начальство над 24-й пехотной дивизией с сохранением звания шефа Томского полка, переименованного тогда из мушкетерского в пехотный. С этой дивизией Лихачёв мужественно оборонял Смоленск и принял участие в Бородинском сражении, где защитники редута почти все были перебиты. Не желая пережить поражения, Лихачёв бросился навстречу штыкам неприятеля, но судьба пощадила его; знак генеральского чина остановил неприятельские удары. Он был взят в плен и представлен Наполеону. Сказав Лихачёву несколько утешительных приветственных слов, Наполеон подал ему чужую шпагу (так как шпага Лихачёва была уже украдена), но Лихачёв ответил ему: «Плен лишил меня шпаги, дарованной мне Государем моим и отданной мной недобровольно, её лишь могу принять обратно».
Был отправлен во Францию, но в декабре 1812 года освобождён русскими войсками в Кенигсберге. Похоронен в своей родовой деревне Тягуще.